# عبد الجميل (اسم)
عبد الجميل هو اسم عربي يطلق على الذكور، وهو مستخدم في العهد الحديث كإسم وكلقب. وهو مكون من جزأين «عبد» و «الجميل». الجميل وهي اسم من اسماء الله الحسنى المذكورة في القرآن الكريم